# مسکن عمومی در سنگاپور

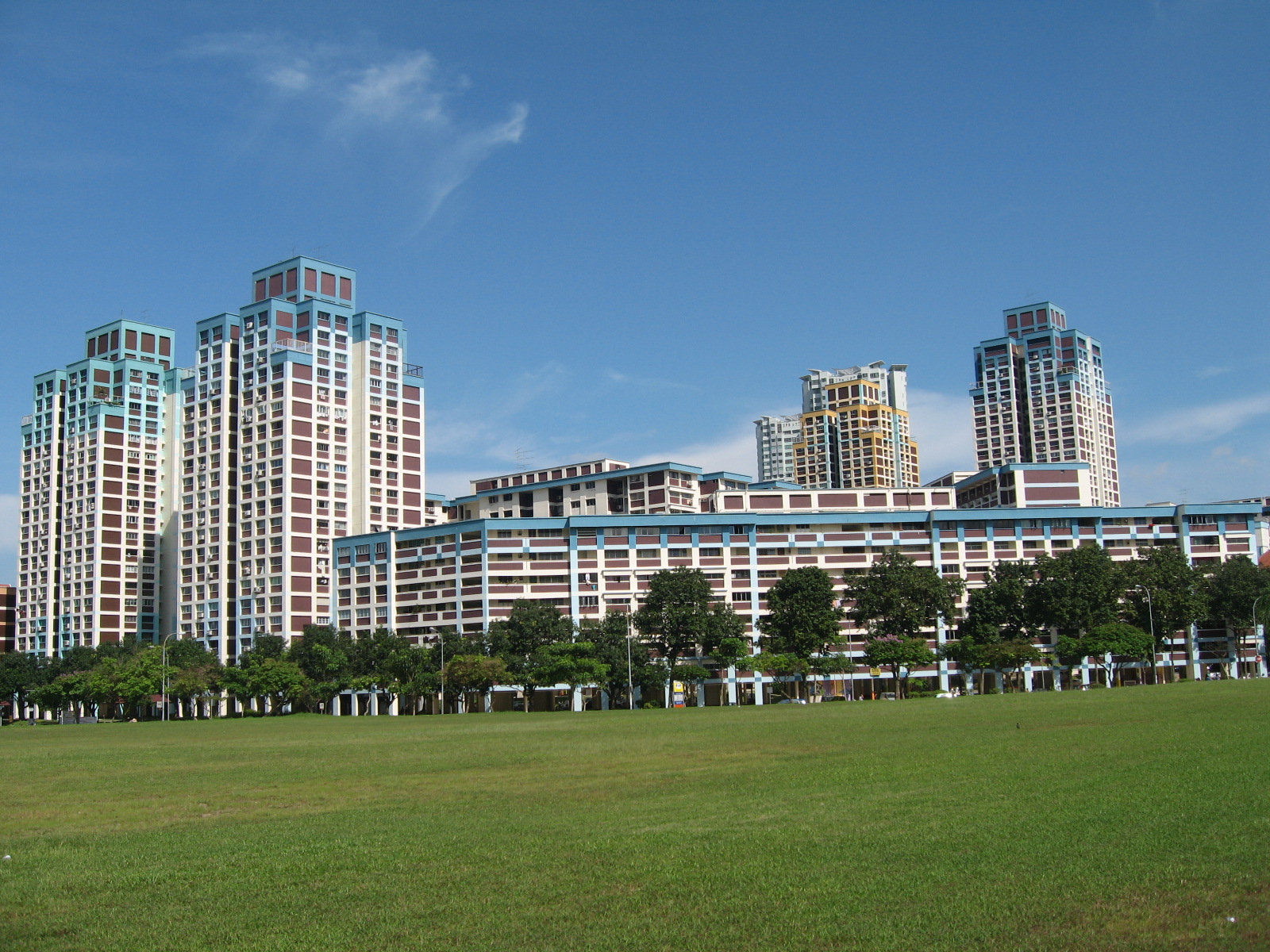
آپارتمان‌های مسکن عمومی در شهر جدید بیشان.

مدیریت مسکن عمومی در سنگاپور توسط هیئت مسکن و توسعه (HDB) با اجاره ۹۹ ساله انجام می‌شود. اکثر تحولات خانه‌های مسکونی در سنگاپور تحت حاکمیت عمومی توسعه یافته و مدیریت می‌شود و تقریباً ۷۸٫۷٪ از خانوارها در چنین خانه‌هایی سکونت دارند. این آپارتمان‌ها در شهرک‌های مسکونی واقع شده‌اند، که خود شهرهای اقماری مستقلی دارای مدارس، سوپرمارکت‌ها، مراکز خرید، بیمارستان‌های اجتماعی، کلینیک‌ها، مراکز فروش مواد غذایی (فود کورت) و امکانات ورزشی و تفریحی هستند. هر شهرک مسکونی شامل ایستگاه‌های مترو و ایستگاه‌های اتوبوس است که ساکنان را به سایر مناطق شهر متصل می‌کند. بعضی از شهرک‌ها همچنین با ایستگاه‌های قطار برقی کوچکتر تکمیل می‌شوند که به عنوان یک سرویس تغذیه‌کننده برای مترو عمل می‌کنند.
آپارتمان‌های مسکونی عمومی جدید فقط برای شهروندان سنگاپوری قابل خرید است. طرح‌های مسکن و کمک‌های بلاعوض موجود برای تأمین مالی خرید یک آپارتمان نیز فقط به خانوارهای سنگاپوری تعلق می‌گیرد، در حالی که ساکنان دائمی هیچگونه کمک هزینه مسکن یا یارانه‌ای از دولت سنگاپور نمی‌گیرند و فقط می‌توانند آپارتمان‌های فروش مجدد را از بازار ثانویه با قیمت تعیین شده توسط بازار خریداری کنند. چنین سیاست‌هایی به کشور سنگاپور کمک کرده‌است که میزان مالکیت خانه در آن ۹۱٪ باشد که یکی از بالاترین میزان‌ها در جهان است.
در سال ۲۰۰۸، سنگاپور توسط گزارش وضعیت شهرهای جهان زیستگاه ملل متحد به عنوان تنها شهر بدون محله فقیرنشین در جهان مورد ستایش قرار گرفت.